# Coccygidium transcaspicum
Coccygidium transcaspicum är en stekelart som först beskrevs av Kokujev 1902.  Coccygidium transcaspicum ingår i släktet Coccygidium, och familjen bracksteklar. Inga underarter finns listade.